# Chérancé (Mayenne)
Chérancé é uma comuna francesa na região administrativa da Pays de la Loire, no departamento de Mayenne. Estende-se por uma área de 8,73 km². Em 2010 a comuna tinha 160 habitantes (densidade: 18,3 hab./km²).